# Frente Democrática do Povo Centro-Africano
Frente Democrática do Povo Centro-Africano (em francês:  Front démocratique du peuple centrafricain; FDPC) é uma milícia antigovernamental da República Centro-Africana. Foi um dos principais combatentes da Guerra Civil na República Centro-Africana (2004–2007) e membro do grupo Séléka  que derrubou o governo nacional em março de 2013.
A FDPC assinou um cessar-fogo com o governo em 2 de fevereiro de 2007. Este acordo ficou conhecido como o Acordo de Sirte, devido a cidade líbia onde foi assinado. Foi o primeiro dos cessar-fogos que o governo assinou individualmente com cada uma das três principais milícias,  trazendo uma paz temporária para o país.
Depois de desentender-se com o Séléka, o líder da FDPC, Abdoulaye Miskine, fugiu para os Camarões e foi detido em 2013. O grupo respondeu sequestrando 26 pessoas dos dois países, incluindo um padre polaco, num esforço para pressionar o governo dos Camarões a libertar Miskine. Em novembro de 2014, a FDPC libertou seus reféns e Camarões libertou Miskine.